# Guayaibí (Paraguay)
Guayaibí (en guaraní: Guajayvi) es un distrito paraguayo ubicado en el departamento de San Pedro. Se sitúa en el km 141 de la Ruta PY 08, en la zona sur del departamento de San Pedro, entre los distritos de Choré, San Estanislao, Itacurubí del Rosario y Yrybucuá. La principal actividad de los pobladores es la agricultura con predominio en la producción de la banana y la piña.

## Toponimia
El nombre de la comunidad proviene de un árbol que es muy conocida en el Paraguay: el guajayvi.
Cuando estos lugares todavía no pasaban de ser zonas boscosas, solamente había una carretera por donde pasaban los viajeros que iban a los yerbales y se quedaban a descansar debajo de un frondoso guajayvi.
Este lugar de reposo estaba ubicado a orillas de un arroyito, que hasta ahora sigue regando gran parte del centro urbano, pero ya sin la sombra de aquel pintoresco árbol, que ya ha desaparecido, aunque por mucho tiempo brindo su generosa protección a innumerables de forasteros, además de inspirar el nombre que lleva esta privilegiada comunidad.

## Historia
Guayaibí fue elevada a la categoría de municipio el 10 de septiembre de 1992, desmembrándose del distrito de Choré y de San Estanislao (Santaní) que en ese entonces formaba parte de la Gran Colonia Defensores del Chaco y, administrativamente dependía de Santaní.

## Demografía
La ciudad tiene una extensión de 132.000 hectáreas y una población de 28 214 habitantes, según datos oficiales del censo paraguayo de 2022.
Algunas de las personas que integraron la Comisión de la Junta Comunal de los vecinos en aquella época fueron Vicente González, César Duarte, Atilano Sostoa, Marcial Acosta, Mario Caje, Vidal Rolon, Laureano López, Vicente López entre otros.
En aquel entonces, los pobladores en general tenían una sola intención, que era la de convertir a Guayaibí en distrito. El objetivo se logró gracias a la constante presión que ejercían los colonos ante las autoridades que en aquel entonces tenían en sus manos la decisión de cristalizar este deseo.